# Fotoavtotrofne bakterije
Fotoavtotrofna bakterija je bakterija, ki s pomočjo svetlobne energije opravlja fotosintezo. Živi v vodi in je zelo trdoživa, saj deluje pri pogojih, ki so neprimerni za zelene rastline. Vsebuje fotosintezne pigmente (bakterioklorifil in karotenoid). Kisik zavira njeno uspevanje. 
Poznamo dve skupini:
- škrlatne žveplove bakterije - vsebujejo bakterioklorofil a in b, oksidirajo žveplovodik, ne pa elementnega žvepla. Nekatere lahko kot vir elektronov uporabljajo elementarno žveplo.
- zelene žveplove bakterije - vsebujejo bakterioklorofil c in d in ne kopičijo žvepla.